# Viticuso
Viticuso é uma comuna italiana da região do Lácio, província de Frosinone, com cerca de 428 habitantes. Estende-se por uma área de 21 km², tendo uma densidade populacional de 20 hab/km². Faz fronteira com Acquafondata, Cervaro, Conca Casale (IS), Pozzilli (IS), San Vittore del Lazio, Vallerotonda.

## Demografia
| Variação demográfica do município entre 1861 e 2011                               |
|                                                                                   |
| Fonte: Istituto Nazionale di Statistica (ISTAT) - Elaboração gráfica da Wikipedia |